# 平潭廳
平潭廳是大清福建省福州府所隸的散廳，屬於軍廳，由海壇島為主的六十多個島嶼組成，析自福清縣，為福州十邑之一，也是福州府所隸的縣級行政區中惟一一個散廳。中華民國建立後改為平潭縣至今。

## 歷史
平潭地方由海壇島為主的六十多個島嶼組成:98，周朝屬七閩地界，秦漢屬閩中郡侯官縣和原豐縣，隋屬閩縣；唐屬福唐縣，為牧馬場。閩龍啟元年（933年），王延鈞稱帝，以「山自永福里，水自清源里」句，改福唐縣為福清縣。宋初設牧馬監，慶曆年間編為福清縣太平鄉海壇里:98，清朝設總兵官鎮守。
康熙十九年（1680年），福清縣海口東城的援剿鎮改為海壇鎮，二十二年（1682年）移鎮駐平潭（今潭城鎮），雍正八年設縣丞。嘉慶三年二月二十七日（1798年4月12日）改建軍廳，仍駐平潭:99；福州府自此隸閩縣、侯官縣、連江縣、長樂縣、福清縣、永福縣、閩清縣、羅源縣、古田縣、屏南縣十縣及平潭廳一散廳。1912年（民國元年）10月14日，平潭廳升格為縣，稱平潭縣:98，縣府設於潭城鎮江仔口。

## 志書
清朝時期有關平潭地方的志書記載不多。平潭建廳前，乾隆年間的《福清縣誌》及《福州府志》對平潭的記載簡略。平潭建廳後的首部志書為宋廷模於光緒年間所著的《平潭廳鄉土志略》，惟亦不詳備。